# فيكتور إيباربو
سيغوندو فيكتور إيباربو غيريرو (بالإسبانية: Segundo Víctor Ibarbo Guerrero)‏ (ولد في 19 مايو 1990 في توماكو) لاعب كرة قدم دولي كولومبي يلعب حاليا لصالح نادي روما في مركز الجناح منذ 2014.

## روابط خارجية
- فيكتور إيباربو على موقع الاتحاد الدولي (مؤرشف)  (الإنجليزية)
- فيكتور إيباربو على موقع رابطة كرة القدم اليابانية للمحترفين (اليابانية)
- فيكتور إيباربو على موقع قاعدة بيانات كرة القدم.إي يو (الإنجليزية)
- فيكتور إيباربو على موقع بيانات كرة القدم. دي إي (الألمانية)
- فيكتور إيباربو على موقع ناشيونال فوتبول تيمز (الإنجليزية)
- فيكتور إيباربو على موقع Soccerbase.com (لاعب) (الإنجليزية)
- فيكتور إيباربو على موقع Soccerway.com (الإنجليزية)
- فيكتور إيباربو على موقع عالم كرة القدم.نت (الإنجليزية)
- فيكتور إيباربو على موقع AS.com (الإسبانية)